# Реостат
Реостат је промјењиви отпорник са два прикључка од којих је један фиксни а други клизни. Обично се користи за регулацију јачине струје у неком струјном колу, за разлику од потенциометра који регулише напон. Струја се регулише помјерањем клизача реостата који мијења отпор између прикључака реостата. По Омовом закону онда долази до промјене јачине струје у колу.
Због употребе за контролу струја је обично већих димензија, како би могао да изврши потребну дисипацију веће топлотне енергије. Из истог разлога отпорни материјал је често у облику жице, а не отпорног филма.
За мање снаге потенциометар може да служи и као реостат ако се средњи извод (клизач потенциометра) споји са једним од бочних терминала.
Реостати могу бити линеарни, код којих се промјена отпора врши линеарно са помјерањем клизача, и нелинеарни, гдје је ова веза нелинеарна (често логаритамска).